# Alan Zamora
Alan Miguel Zamora González (ur. 8 kwietnia 1985 w mieście Meksyk) – meksykański piłkarz występujący na pozycji defensywnego pomocnika, trener piłkarski.

## Kariera klubowa
Zamora pochodzi ze stołecznego miasta Meksyk i jest wychowankiem akademii juniorskiej tamtejszego zespołu Club América, jednak nie potrafił się przebić do seniorskiej drużyny, występując najwyżej w drugoligowych rezerwach – Águilas de la Riviera Maya. Wskutek tego zdecydował się odejść do innej ekipy ze stolicy – Atlante FC, gdzie przez pierwsze sześć miesięcy grał tylko w drugoligowej filii klubu o nazwie Real de Colima, lecz później został włączony do pierwszego zespołu przez szkoleniowca José Guadalupe Cruza. W meksykańskiej Primera División zadebiutował w wieku dwudziestu jeden lat, 3 marca 2007 w wygranym 3:0 spotkaniu z Necaxą i od razu wywalczył sobie pewne miejsce w wyjściowym składzie. W maju tego samego roku jego klub przeniósł swoją siedzibą do miasta Cancún, natomiast w jesiennym sezonie Apertura 2007 wywalczył z Atlante swój pierwszy tytuł mistrza Meksyku, będąc kluczowym graczem linii pomocy. Premierowego gola w najwyższej klasie rozgrywkowej strzelił 26 lipca 2008 w wygranej 2:1 konfrontacji z Tolucą, a ogółem barwy Atlante reprezentował przez dwa lata.
Wiosną 2009 Zamora przeszedł do ekipy Jaguares de Chiapas z siedzibą w Tuxtla Gutiérrez, gdzie przez pierwsze sześć miesięcy pełnił rolę podstawowego piłkarza, lecz później stracił mocną pozycję w pierwszym składzie i po upływie dwóch lat udał się na wypożyczenie do zespołu Puebla FC. Tam spędził z kolei pół roku, również bez większych sukcesów, lecz pełnił rolę jednego z najważniejszych graczy środka pola. W styczniu 2013 został wypożyczony po raz kolejny, tym razem do klubu San Luis FC z miasta San Luis Potosí, gdzie spędził sześć miesięcy, notując regularne występy, po czym drużyna została rozwiązana. On sam podpisał wówczas umowę z ekipą Querétaro FC, gdzie jednak przez pół roku nie wystąpił w żadnym spotkaniu i w styczniu 2014 po raz drugi w karierze na zasadzie wypożyczenia zasilił zespół Puebla FC. Po upływie sześciu miesięcy przeszedł do kolejnego ze swoich byłych klubów – tym razem do Chiapas FC, gdzie grał rok.
W lipcu 2015 Zamora udał się na wypożyczenie do zespołu Tiburones Rojos de Veracruz, z którym w wiosennym sezonie Clausura 2016 zdobył puchar Meksyku – Copa MX, pełniąc jednak głównie rolę rezerwowego pomocnika.
| Sezon     | Klub                        | Kraj   | Rozgrywki  | Mecze | Bramki |
| --------- | --------------------------- | ------ | ---------- | ----- | ------ |
| 2005/2006 | Águilas de la Riviera Maya  | Meksyk | Ascenso MX | 1     | 0      |
| 2006/2007 | Real de Colima              | Meksyk | Ascenso MX | 12    | 0      |
| 2006/2007 | Atlante FC                  | Meksyk | Liga MX    | 10    | 0      |
| 2007/2008 | Atlante FC                  | Meksyk | Liga MX    | 35    | 0      |
| 2008/2009 | Atlante FC                  | Meksyk | Liga MX    | 21    | 1      |
| 2008/2009 | Jaguares de Chiapas         | Meksyk | Liga MX    | 19    | 0      |
| 2009/2010 | Jaguares de Chiapas         | Meksyk | Liga MX    | 18    | 0      |
| 2010/2011 | Jaguares de Chiapas         | Meksyk | Liga MX    | 24    | 0      |
| 2011/2012 | Puebla FC                   | Meksyk | Liga MX    | 33    | 2      |
| 2012/2013 | Jaguares de Chiapas         | Meksyk | Liga MX    | 6     | 0      |
| 2012/2013 | San Luis FC                 | Meksyk | Liga MX    | 13    | 1      |
| 2013/2014 | Querétaro FC                | Meksyk | Liga MX    | 0     | 0      |
| 2013/2014 | Puebla FC                   | Meksyk | Liga MX    | 12    | 0      |
| 2014/2015 | Chiapas FC                  | Meksyk | Liga MX    | 14    | 0      |
| 2015/2016 | Tiburones Rojos de Veracruz | Meksyk | Liga MX    | 15    | 0      |
| 2016/2017 | Tiburones Rojos de Veracruz | Meksyk | Liga MX    |       |        |

## Kariera reprezentacyjna
W 2008 roku Zamora został powołany przez szkoleniowca Hugo Sáncheza do reprezentacji Meksyku U-23 na północnoamerykański turniej kwalifikacyjny do Igrzysk Olimpijskich w Pekinie. Tam wystąpił w dwóch z trzech spotkań (z czego w jednym w wyjściowym składzie), zaś jego drużyna zajęła ostatecznie trzecie, przedostatnie miejsce w grupie z bilansem zwycięstwa, remisu i porażki i nie zdołała się zakwalifikować na olimpiadę.